# 复旦大学历史学系
复旦大学历史学系是复旦大学下属的一个系。

## 历史沿革
1925年，史学系成立。1937年，迁往重庆。1938，改为史地学系。1949年，暨南大学和同济大学文学院并入复旦大学，复名史学系。1952年，全国院系调整，江浙地区多所高校的历史学家加盟。
1959年成立中国历史地理研究室，1964年成立拉丁美洲史研究室，1979年成立中国思想文化史研究室。
1981年，中国古代史、历史地理学、世界上古史中古史被定为国家首批博士点，1986年新增世界近现代史、世界地区史国别史博士点。

## 机构设置
设有以下四个教研室：
- 世界史教研室
- 中国古代史教研室
- 中国近现代史教研室
- 专门史教研室

## 专业设置
设有以下学士、硕士和博士学位项目：
- 学士（四年制）：历史学
- 硕士（三年制）：史学理论与史学史、历史文献学、专门史、中国古代史、中国近现代史、世界史、中国历史与文化（两年制留学生英语授课项目）
- 博士（四年制）史学理论与史学史、历史文献学、专门史、中国古代史、中国近现代史、当代中国史、世界史